# 亞歷山德羅-涅夫斯基區
53°28′N 40°12′E / 53.467°N 40.200°E

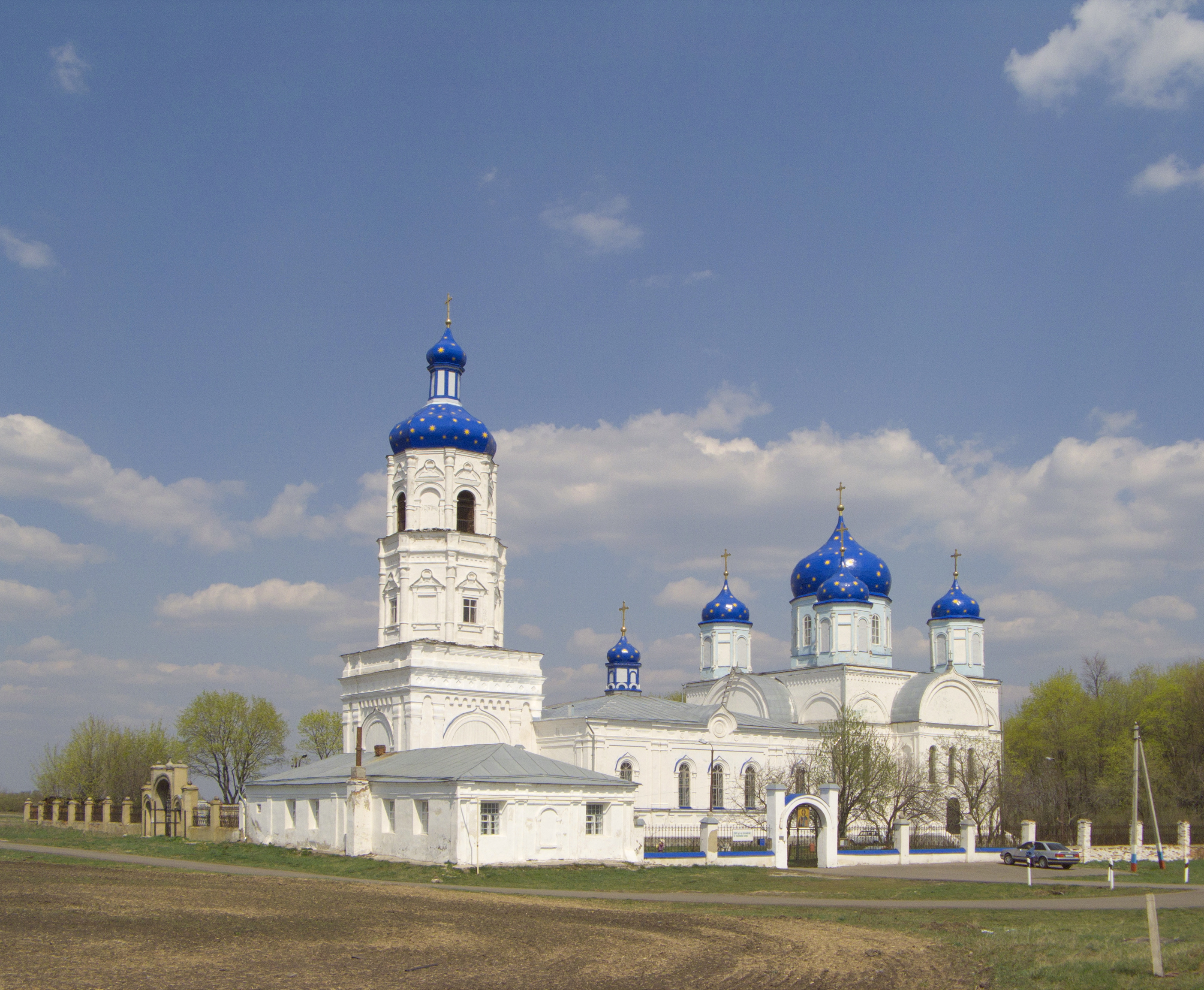

亞歷山德羅-涅夫斯基區（俄语：Александро-Невский район），是俄羅斯的一個區，位於該國西部，由梁贊州負責管轄，面積833平方公里，2010年該區人口11,818，人口密度每平方公里14.19人。